# Pianella
Pianella község (comune) Olaszország Abruzzo régiójában, Pescara megyében.

## Fekvése
A megye északkeleti részén fekszik. Határai: Catignano, Cepagatti, Loreto Aprutino, Moscufo, Nocciano, Rosciano és Spoltore.

## Története
Első említése 953-ból származik. A következő századokban nemesi birtok volt. Önálló községgé a 19. század elején vált, amikor a Nápolyi Királyságban felszámolták a feudalizmust.

## Népessége
A népesség számának alakulása:

## Főbb látnivalói
- Santa Maria Maggiore-templom
- San Domenico-templom